# Страшният двор
„Страшният двор“ (на полски: Straszny dwór) е полска опера в 4 действия, създадена от Станислав Монюшко през 1861 – 1864 г.
Либретото на операта е написано от Ян Хенчински. Произведението притежава едновременно и романтични и комични черти, но това, което действително го характеризира е силният патриотизъм, поради което е било едновременно обичано от полската публика и забранено от руските власти (операта е създадена в периода на поделби на Полша). Полската премиера на творбата се превръща във величествена патриотична демонстрация. Операта, написана след потушаването на януарското въстание, е велик манифест на патриотизма. Премиерата ѝ се състои във Варшава на 28 септември 1865 г. Творбата е смятана за най-добрата опера на Монюшко и за най-доброто полско музикално произведение от този тип за целия XIX век.

## Създаване
В средата на XIX в. Полша е поделена и губи своята независимост. През този период много писатели, художници и музиканти представят в творчеството си проблемите на борбата с германизацията и русифицирането. В операта Страшният двор също има такива елементи, както в литературен аспект, така и в музикален.
В творбата са представени паралелно идиличния образ на живота в полския шляхтички двор и идеята за патриотичния дълг, свързан със смелостта на войника, героичните действия и готовността за въоръжена борба с враговете на родината. Авторите подчертават също елементите, свързани с етоса на семейството и най-вече с честта. Още в първата сцена на операта изпъква конфликтът между естественото желание за спокоен живот в родния дом – създаване на семейство – и патриотичния дълг да се служи на родината с оръжие в ръка. Силният национален елемент в характера на операта се сблъсква с остра реакция от страна на руската цензура.
Страшният двор е една от най-често поставяните опери в Полша. Отличава се с интуитивна хармония, прекрасно конструиране на сценичните групи, нежен, но в същото време изключително богат, новаторски и мелодичен инструментал. Композиторът показва виртуозност в изграждането на драматичната структура на творбата, като интегрира в нея традициите на полските песни и танци (мазурка, полонеза, краковяк). Операта пресъздава по изключителен начин трагичния дух на епохата, в която е сътворена.

## Поставяне
Операта на Монюшко е поставена за пръв път в Театр Велки във Варшава на 28 септември 1865 г. След три представления царската цензура я сваля от афиша. Властите на завоевателите определят националните елементи като твърде опасни – само две години и половина по-рано е потушено януарското въстание. Монюшко живее до 1872 година, но не доживява операта му да бъде отново поставена на сцена. Повторното ѝ поставяне става едва през 1885 година в Театр Велки, Варшава.
Операта на сцена в други градове: Лвов (1877), Прага (1891), Виена (1892), Базел (1939). В Русия операта е поставена за пръв път на сцена през 1873 година в Киев. В Съветския съюз е поставена в Москва (1946), в Минск (1952), в Ленинград (1953), в Лвов (1974) и др.
Английската версия на операта The Haunted Manor е създадена през 1970 година. С превода ѝ се заема д-р Жорж Конрад, сътрудничейки си с певицата и преподавателка по оперно пеене Моли Петри. Световната премиера на английската версия е подготвена от University of Bristol Operatic Society през 1970 г. Тя събужда изключителен интерес сред британската Полония; в този период Полша, бидейки член на Варшавския договор, се намира в сферата на съветско влияние. Много поляци пътуват до Бристол, за да видят постановката на операта, която в интерес на истината е чисто аматьорска – подготвена е от група студенти. След 1970 г. английската версия е поставяна многократно на сцена, като много се говори за поставянето ѝ от британската Opera South (преди това Opera Omnibus) през 2001 година
Театр Велки поставя „Страшният двор“ в Лион (Франция) през 1986 година.
Реализацията на „Страшният двор“ във варшавския Театр Велки (реж. Дейвид Паунтни) открива излъчването на полски произведения в Опера платформ (Opera Platform) на 19 ноември 2015 година.

## Резюме
Събитията се развиват през първата половина на XVIII век. Збигнев и Стефан се връщат у дома, след края на военната си служба. Дават си клетва да не се женят. Но леля им – Чешникова, има други намерения. Въпреки волята ѝ обаче братята посещават стар приятел на баща си – Мечник от Калиново, и по време на гостуването си се запознават с неговите красиви дъщери. Започват да изпитват колебания. В същото време Чешникова, която иска да ги ожени за други госпожици, им създава лошо реноме пред Мечник, твърдейки, че двамата братя са страхливци. Дамази, госпожиците и Сколуба, решават да се убедят дали младите господа са наистина толкова страхливи. Сколуба разказва на Мачей, събрат от войската, който служи при братята, „страшната“ история на Страшния двор. Двамата братя изобщо не обръщат внимание, но искайки да спазят дадената клетва, решават да си тръгнат. Те са впечатлени от друга история, не тази за прабабите и духовете в часовника. Дамази им разказва, че тази сграда е издигната преди години в отплата за позорни услуги, че зидовете са пропити със сълзи и проклятия и затова над тях се излива Божият гняв!. Мечник обаче изяснява ситуацията – хитростта на Дамази излиза наяве, за всеобща радост и за срам на Дамази, наяве излиза и взаимната любов на младите. Да.. да... това е страшен, много страшен двор! – както казва Стефан в една от ариите, а самият Мечник, господарят на двора, също добавя и винаги ще бъде така страшен, Воля Божия!... Защо? Красотата на госпожиците, които „открай време“ живеят в Калиново, изпълва съседите със страх. В трудните военни времена всички млади и красиви шляхтичи са привлечени там. Над дъщерите на съседите тегне страхът, че ще останат стари моми.

## Действащи лица
- Мечник (баритон)
- Ханна и Ядвига – негови дъщери (сопран и мецосопран)
- Дамази – ухажор на Ядвига и Ханна (тенор)
- Збигнев и Стефан – братя, воювали заедно (бас и тенор)
- Мачей – стар слуга на братята (баритон)
- Сколуба – стар войник и ключар при Мечник (бас)
- Чешникова – леля на братята (мецосопран)
- Марта – жена, работеща в дома на „господа братята“ (сопран)
- Гжеш – пастир (баритон)
- Възрастна жена (мецосопран)
- Момче (роля, която се говори)

## Арии и мелодии
- Więc gdy się rozstaniem („Когато се разделим“) (начало на I действие)
- Z tej strony Powiśla („От тази страна на Повишле“) (Чешникова, I действие)
- Spod igiełek kwiaty rosną („Изпод игличките растат цветя“) (начало на II действие)
- Ария на Ядвига Biegnie słuchać w lasy knieje („Тичам да послушам горските дебри“), II действие
- Речетатив и ария на Мечник от II действие Bawić się, jak chcemy możem... (Можем да се забавляваме, както си искаме“)
- Ария на Сколуба от III действие Ten zegar stary („Този стар часовник“)
- Квартет от III действие Ni boleści, ni rozkoszy („Нито болест, ни наслада“)
- Речетатив и ария на Ханка от IVдействие
- Przed stoma lat mój zacny dziad („Преди сто години моят уважаван дядо“) (Мечник, IV действие)
- Финалната мазурка от IV действие

## Дискография

### Пълни записи
- 1949: Karel Leiss (Мечники) Maria Tauberová (Хана), Gitta Schmidtová (Ядвига), Beno Blachut (Стефан), Karel Kalaš (Збигнев), Bořek Rujan (Мачей), Ludmila Hanzalíková (Чешникова), Jaroslav Veverka (Сколуба), Antonín Jeřábek (Дамази),dyryguje František Dyk, Chór i Orkiestra Radia Czechosłowackiego, радиозапис на чешки език (превод на чешки: Anna Hostomská)
- 1953 – 1954: Marian Woźniczko (Мачник), Barbara Kostrzewska (Хана), Felicja Kurowiak (Ядвига), Bogdan Paprocki (Стефан), Edmund Kossowski (Збигнев), Zygmunt Mariański (Мачей), Antonina Kawecka (Чешникова), Henryk Łukaszek (Сколуба) i Radzisław Peter (Дамази), диригент Walerian Bierdiajew, хор и оркестър на Театр Велки в Познан, ПОЛСКИ ЗАПИСИ XEPN 0109 – 0112 (LP) / NAXOS HISTORICAL, серия: Great Opera Recordings, 8.111391 – 92 (CD)
- 1978: Andrzej Hiolski (Мечник), Bożena Betley-Sieradzka (Хана), Wiera Baniewicz (Ядвига), Wiesław Ochman (Стефан), Leonard Andrzej Mróz (Збигнев), Florian Skulski (Мачей), Aleksandra Imalska (Чешникова), Andrzej Saciuk (Сколуба), Zdzisław Nikodem (Дамази), диригент Jan Krenz, Оркестър и хор на полското радио и телевизия в Краков, ПОЛСКИ ЗАПИСИ (LP), версия CD: ПОЛСКИ ЗАПИСИ (PNCD 610 A-D, 2002)
- 2002: Adam Kruszewski (Мечник), Iwona Hossa (Хана), Anna Lubańska (Ягвига), Dariusz Stachura (Стефан), Piotr Nowacki (Збигнев), Zbigniew Macias (Мачей), Stefania Toczyska (Чешникова), Romuald Tesarowicz (Сколуба), Krysztof Szmyt (Дамази), dyryguje Jacek Kaspszyk, Хор и оркестър на Театр Велки, Варшава, EMI (5 57489 2, DDD)

### Фрагменти
- 1965: Andrzej Hiolski (Мечник), Halina Słonicka (Хана), Krystyna Szczepańska (Ядвига), Bogdan Paprocki (Стефан), Edmund Kossowski (Збигнев), Bożena Brun-Barańska (Чешникова), Bernard Ładysz (Сколуба), Zdzisław Nikodem (Дамази), диригент Witold Rowicki, Оркестър и хор на Театр Велки, Варшава, ПОЛСКИ ЗАПИСИ, серия: Опера в пшекрою (Opera w przekroju) (LP), версия CD: AAD (PNCD 093).
- 1994: Florian Skulski (Мечник), Elżbieta Stengert (Хана), Jolanta Gzella (Ядвига), Józef Przestrzelski (Стефан), Piotr Nowacki (Збигнев), Edward Stasiński (Мачей), Aneta Wakarecy (Чешникова), Andrzej Nowakowski (Сколуба), Adam Zdunikowski (Дамази), диригент Maciej Figas, Нова опера в Бидгошч, NOVA 001